# Sydbøg
Sydbøg (Nothofagus) er en planteslægt med 12 arter, som i lang tid blev anset for at tilhøre bøge-familien, men genetiske studier har vist, at slægtskabet ikke er så tæt, som oprindeligt antaget. Sydbøg-familien har sin oprindelse på det historiske superkontinent Gondwanaland, og har i takt med dette superkontinents opløsning fået sin nuværende basis i den sydlige del af Sydamerika, Australien, Tasmanien, New Zealand, Ny Guinea og Ny Caledonien.
| Beskrevne arter |

- Antarktisk sydbøg (Nothofagus antarctica)
- Rauli (Nothofagus alpina) syn.: Nothofagus nervosa og Nothofagus procera
- Stedsegrøn sydbøg (Nothofagus betuloides)
- Lenga (Nothofagus pumilio)

| Andre arter |

- Nothofagus cunninghamii
- Nothofagus dombeyi ("Coigüe")
- Nothofagus fusca
- Nothofagus gunnii
- Nothofagus menziesii
- Nothofagus obliqua ("Roble")
- Nothofagus solandri
- Nothofagus truncata